# Alvesse (Edemissen)
Alvesse ist eine Ortschaft in der Gemeinde Edemissen im Landkreis Peine in Niedersachsen.

## Geographie
Der Ort Alvesse liegt nördlich der Kreisstadt Peine zwischen den beiden Oberzentren Hannover und Braunschweig – abseits der Hauptdurchgangsstraßen am Rande der Südheide.

## Geschichte
Alvesse wurde erstmals um 1220 als Alvedissem im Lehnsregister der Edelherren von Meinersen erwähnt. Die reichsfreien Edelherren gaben in Alvesse ½ Hufe als Lehen an den Reichs-Truchseß Gunzelin I. von Wolfenbüttel. Das Geschlecht derer von Meinersen starb im Jahre 1374 im Mannesstamm aus
Von 1532 bis 1885 gehörte der Ort zur Gografschaft Edemissen im Amt Meinersen. Danach kam er bis heute zum Landkreis Peine.
Im Jahre 1765 wurden in der Oker bei Meinersen Menschen ertränkt. Es handelte sich bei den Ertränkten um eine Giftmischerin namens Maria Dorothea Heuern (Hoyers) aus Alvesse, die 1765 ihren Mann vorsätzlich umgebracht haben soll. Zugleich mit ihr wurde ihre Dienstmagd, Anna Ilse Gieselern, wegen Beihilfe schuldig gesprochen.
1965 erfolgte der Zusammenschluss der selbständigen Gemeinden Edemissen, Alvesse, Blumenhagen, Mödesse, Voigtholz-Ahlemissen und seit 1971 auch Oedesse zur Samtgemeinde Edemissen. Im Zuge der Gebietsreform in Niedersachsen kam es am 1. März 1974 zur Bildung der Einheitsgemeinde Edemissen aus den Ortschaften der Samtgemeinde Edemissen und weiteren acht selbständigen Gemeinden.
Der Wohnplatz „Papenhorst“ liegt 1,5 km nordwestlich von Alvesse und wurde im Jahre 1406 erstmals urkundlich erwähnt. Er besteht heute aus zwei Wohnhäusern. Im Jahre 1869 wurde die „Papenhorster Mühle“ als Bockwindmühle neu errichtet und versah ihren Dienst bis 1958. Die Mühle wurde später verkauft und im Freilichtmuseum Hessenpark als Bockwindmühle von der Papenhorst wieder aufgebaut.
Oft gibt es Verwechselungen mit Alvesse bei Vechelde und Alvesse, Wüstung bei Pattensen.

### Einwohnerentwicklung
| Jahr               | Einwohner |
| ------------------ | --------- |
| 1821               | 131       |
| 1848               | 185       |
| 1. Dezember 1871 ¹ | 173       |
| 1. Dezember 1885 ¹ | 173       |
| 1. Dezember 1905 ¹ | 193       |
| 16. Juni 1925 ¹    | 252       |
| 16. Juni 1933 ¹    | 236       |
| 17. Mai 1939 ¹     | 218       |
| 31. Dezember 1945  | -         |
| 29. Oktober 1946 ¹ | 473       |

| Jahr                 | Einwohner |
| -------------------- | --------- |
| 13. September 1950 ¹ | 472       |
| 6. Juni 1961 ¹       | 356       |
| 1. März 1964         | 363       |
| 27. Mai 1970 ¹       | 392       |
| 1. July 2015         | 461       |
| 1. Januar 2017       | 454       |
| 11. Mai 2021         | 435       |

¹ Volkszählungsergebnis

### Ortsname
Frühere Ortsnamen von Alvesse waren um 1226 Aluedissem, um 1226 Aluedessen, um 1274 aluedissen, 1343 Aluessen, 1353 Aluedessen sowie Aluedessen, 1391 Alfersen, 1456 Aldesse, um 1564 Alvessen und 1564/1582 Alvesse. Auszugehen ist vom alten Namen Alvedissem oder Alvedessen. Wahrscheinlich ist eine Form mit -es-husen -ssen vorzuziehen. Die weitere Entwicklung des Namens führt über Alvessen zu Alvesse. Im ersten Teil des Ortsnamens vermutet der Namenforscher Jürgen Udolph einen Personenname; wahrscheinlich zusammengesetzt aus Alf (altsächsisch alf), Elf, Elfe, Alb und -ed-, etwa Alv-ed-es-husen. Das -ed- dürfte aus dem Niederdeutschen -hēd (entspricht hochdeutsch -heid, wie in Adelheid beispielsweise) entstanden sein, da diese Kombination als Personennamen bekannt ist, wie Albheid, Alfaidus, Alfheid. Der Ortsname Alvesse bedeutet „Siedlung bei den Häusern des Alfhed“.

## Religion

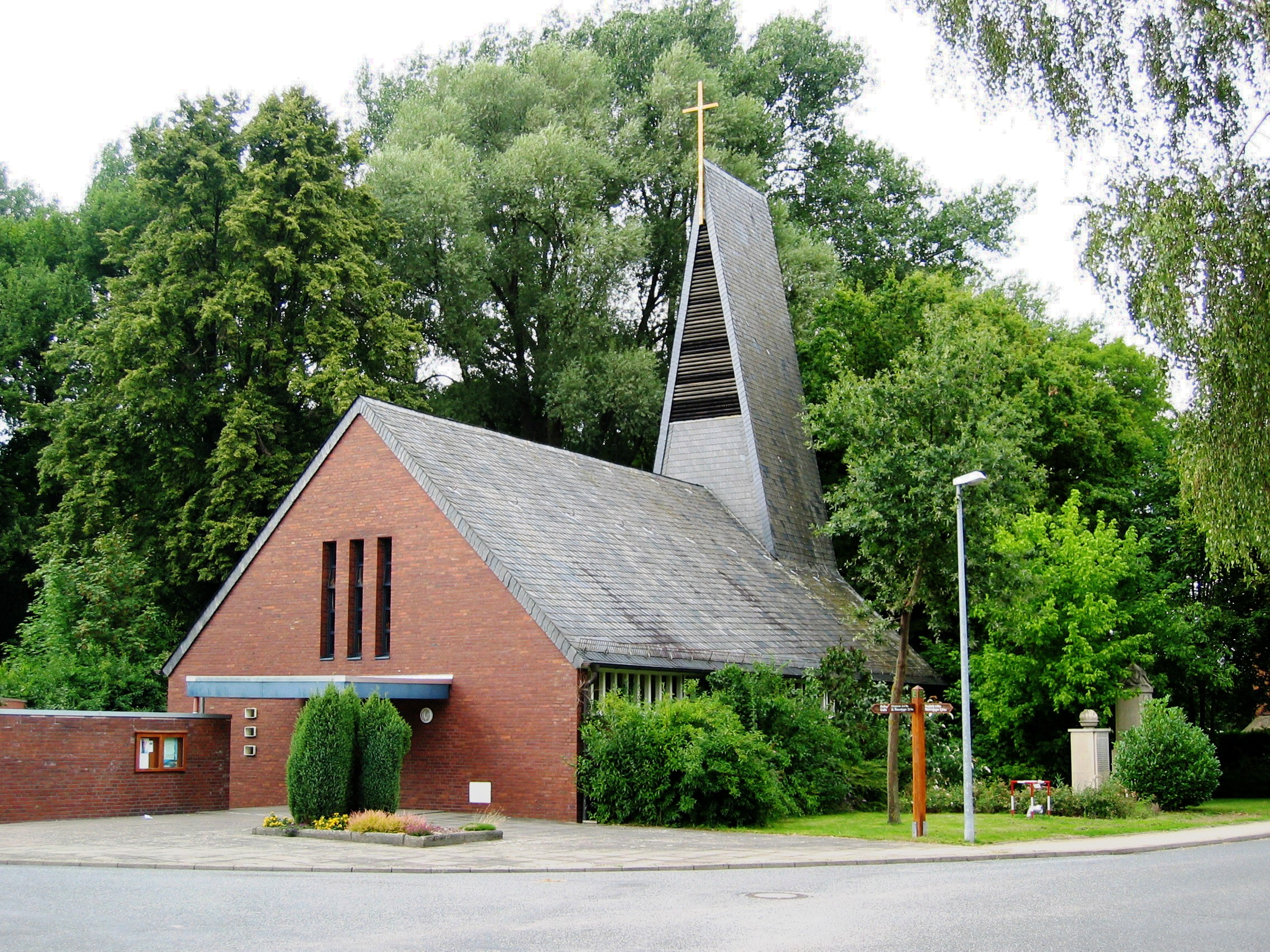
Kreuzkapelle

Die protestantische Glaubensrichtung festigte sich schon im frühen 16. Jahrhundert. Die Ortschaft Alvesse gehört zum Kirchspiel der Martin-Luther-Kirchengemeinde Edemissen im Kirchenkreis Peine. Sie ist eine von fünf Kapellengemeinden im Kirchspiel Edemissen. Bis 1959 war eine Schulkapelle vorhanden, 1962 wurde die Kreuzkapelle neu errichtet.

## Politik

### Ortsrat
Der Ortsrat, der die Ortsteile Alvesse, Rietze und Voigtholz-Ahlemissen vertritt, setzt sich aus sieben Mitgliedern zusammen. Die Ratsmitglieder werden durch eine Kommunalwahl für jeweils fünf Jahre gewählt.
Bei der Kommunalwahl 2021 ergab sich folgende Sitzverteilung:
| Ortsrat 2021Insgesamt 7 Sitze - FW-PB: 2 - CDU: 5 |

### Ortsbürgermeister
Ortsbürgermeister ist Günther Krille.

### Wappen
Das Alvesser Wappen zeigt im gespaltenen Schild vorn in Gold einen rot bewehrten blauen Löwen, hinten in Blau einen goldenen Kesselhaken. Der Löwe ist der in zahlreichen anderen Gemeindewappen vorkommende braunschweig-lüneburgische.

## Kultur und Sehenswürdigkeiten

### Veranstaltungen
- Osterfeuer
- Maibaum aufstellen
- Schützenfest

### Vereinswesen
- Freiwillige Feuerwehr
- TSV Rietze-Alvesse e. V. von 1929 (Sportverein)
- KKSV Eintracht Alvesse e. V. von 1929 (Schützenverein)
- Chorgemeinschaft Alvesse-Rietze-Voigtholz
- Baumkomitee Alvesse
- Junggesellschaft Alvesse von 2011
- Landfrauen Alvesse
- SoVD (ehemals Reichsbund)
- Seniorenkreis Alvesse/Voigtholz-Ahlemissen
- Jugendfeuerwehr Alvesse

## Wirtschaft und Infrastruktur

### Unternehmen
Eines der größten Unternehmen in der Gemeinde Edemissen mit Sitz in der Ortschaft Alvesse ist die Firma Windstrom.

### Bildung
Neben Kindergärten sind heute in Edemissen Grundschule (in drei Ortsteilen auch verlässliche Grundschule), Hauptschule und Realschule. Alvesse gehört zum Schulbezirk der Grundschule Wipshausen. In Peine sind weiterführende Schulen wie Gymnasium und Berufsbildende Schule eingerichtet.

### Verkehr
Es gibt eine Busverbindung nach Edemissen und Peine. Die Autobahnanschlüsse Peine, Watenbüttel-Braunschweig und Hämelerwald sind für Berufspendler eine Anbindung an Braunschweig, Wolfsburg, Salzgitter und Hannover. Die Bahnhöfe Peine, Dedenhausen und Hämelerwald sind auch für Bahnreisende erreichbar.